# 5228 Маца
5228 Маца (5228 Máca) — астероїд головного поясу, відкритий 3 листопада 1986 року.
Тіссеранів параметр щодо Юпітера — 3,200.